# Guaicaipuro
Guaicaipuro (* um 1530 im Gebiet von Los Teques/Venezuela; † 1568) war ein Kazike (Stammesführer) einiger karibischer Stämme des 16. Jahrhunderts. Er trug den Titel Guapotori (Führer der Führer). Ursprünglich war Guaicaipuro Führer des Teques-Stammes gewesen.
Guaicaipuro bildete ein Bündnis einiger Stämme, um gegen die Eindringlinge aus Spanien zu kämpfen. Zu diesem Bündnis gehörten unter anderem die Naiguatá, Guaicamacuto, Chacao und Baruta. Am Anfang war der Widerstand erfolgreich und mehrere Male konnten die Spanier zurückgetrieben werden.
Erst unter der Führung von Diego de Losada konnten die Spanier die Stadt Caracas besetzen. Guaicaipuro wurde daraufhin vor seinem Haus im Kampf mit den Spaniern getötet.
Die sterblichen Überreste von Guaicaipuro wurden am 8. Dezember 2001 im Panteón Nacional de Venezuela in Caracas beigelegt, wo auch die Überreste anderer venezolanischer Befreiungshelden liegen, unter anderem Simón Bolívar. Im María-Lionza-Kult wird er als ein Heiliger und eine der „Tres Potencias“ verehrt.
| Personendaten    | Personendaten                                |
| ---------------- | -------------------------------------------- |
| NAME             | Guaicaipuro                                  |
| KURZBESCHREIBUNG | Stammesführer des karibischen Teques-Stammes |
| GEBURTSDATUM     | um 1530                                      |
| GEBURTSORT       | Venezuela                                    |
| STERBEDATUM      | 1568                                         |